# Gmina zbiorowa Bodenteich
Gmina zbiorowa Bodenteich (niem. Samtgemeinde Bodenteich) – dawna gmina zbiorowa położona w niemieckim kraju związkowym Dolna Saksonia, w powiecie Uelzen. Siedziba administracji gminy zbiorowej znajdowała się w mieście Bad Bodenteich.
1 listopada 2011 gmina zbiorowa połączyła się z gminą zbiorową Wrestedt tworząc nową gminę zbiorową Aue.

## Podział administracyjny
Do gminy zbiorowej Bodenteich należały trzy gminy, w tym jedno miasto (Flecken):
1. Bad Bodenteich
2. Lüder
3. Soltendieck